# Cronologia della lingua protoindoeuropea
Con cronologia della lingua protoindoeuropea ci si riferisce all'evoluzione storica della lingua protoindoeuropea, la lingua ricostruita antenata delle lingue indoeuropee.

## Tappe fondamentali
Qui di seguito cerchiamo di riassumere quella che potrebbe essere stata, sul piano etnolinguistico, la storia della famiglia indoeuropea.

### Protoindoeuropeo
Il punto zero della diaspora indoeuropea va collocato nel 5000 a.C. (7000 anni fa), nella regione nord-pontica orientale. L'espansione degli Indoeuropei è verosimilmente da ricondursi a due fattori:
- il nomadismo proprio di quelle tribù indoeuropee, che si dedicavano prevalentemente alla pastorizia, interagivano con le comunità agricole stanziali indoeuropee e non, e si diffusero lentamente in tutto il bassopiano sarmatico e poi nella zona fra il Mar Caspio e il Lago d'Aral;
- situazioni di conflitto che si verificarono forse in fasi di espansione demografica.

Dunque in origine la presenza indoeuropea in Europa e in Asia centrale si fa più massiccia per diffusione, più che per espansione militare (onda di avanzamento sulla base dei percorsi della pastorizia nomade). Ne consegue che le prime aree indoeuropeizzate sono più che altro da considerarsi come una sorta di dépendance diretta della Urheimat.
L'indoeuropeo più arcaico, il Protoindoeuropeo, (di molto precedente l'ultima fase unitaria, e forse databile a più di un millennio prima, quindi 6000 a.C., ossia 8000 anni fa) potrebbe essere una lingua con le seguenti caratteristiche peculiari:
- fonetica: due laringali (colpo di glottide e fricativa laringale sorda *h);  consonanti glottidalizzate;
- morfosintassi nominale (tipica di una lingua agglutinante e priva di declinazione con vocale tematica): 
  - tesi A: casi assolutivo ed ergativo (indoeuropeo ergativo), possessivo, dativo, più una batteria non amplissima di casi locativi (allativo, locativo, ablativo, forse direttivo, ma le ipotesi in merito divergono e non tutti condividono l'idea di un protoindoeuropeo ergativo); nessuna originaria distinzione di genere;
  - tesi B: agentivo (caso del soggetto agente), inagentivo (caso del complemento oggetto e del soggetto della frase passiva) più i casi locativi e nessuna originaria distinzione di genere - è un'ipotesi controversa;
  - tesi C: indoeuropeo lingua accusativa sin dall'inizio (è l'idea tradizionale, prevalente in molti ambienti accademici);
- morfosintassi verbale (la coniugazione è ottenuta con l'agglutinazione di pronomi e avverbi alla radice verbale): il verbo ha due tempi (presente e passato), non ha vocale tematica; ha tre forme (attivo, medio, stativo - ma quest'ultima è ipotesi discussa); probabilmente solo l'indicativo e l'imperativo come modi di base, più una batteria di forme verbali derivate, con suffissi sistematici e semisistematici, che prefigurano le più tarde distinzioni di tempo e aspetto verbale.

### Tardo protoindoeuropeo
Questa forma estremamente arcaica di indoeuropeo evolve nel tardo indoeuropeo comune (termine ricalcato sul tedesco: Spätindogermanisch). Le caratteristiche del tardo indoeuropeo comune (5000 a.C.), rispetto al protoindoeuropeo o indoeuropeo arcaico (termine ricalcato sul tedesco Urindogermanisch o Fruhindogermanisch), sono le seguenti:
1. sul piano fonologico, una sola laringale (*h) evoluzione del sistema di occlusive con la creazione di un sistema a quattro membri (occlusiva sorda non aspirata, occlusiva sorda aspirata, occlusiva sonora non aspirata, occlusiva sonora aspirata -es.: *t *th *d *dh) e sparizione del colpo di glottide e delle glottidali;
2. sul piano morfosintattico: trasformazione tipologica - l'indoeuropeo diventa lingua flessiva; trasformazione della lingua ergativa originaria in lingua accusativa, con la batteria di casi che conosciamo e la comparsa del numero duale a partire dall'estensione della declinazione dell'aggettivo *(am) bhō "entrambi" (cfr. greco amphō, latino *ambō, inglese both) e di plurali di nomi indicanti coppie (es. *okwje, "i due occhi", greco  osse); creazione del sistema verbale a quattro tempi tramite: 1) creazione, sul tema del presente, dell'imperfetto opposto all'aoristo - con la comparsa di forme difettive e suppletive per i verbi più arcaici e cristallizzati, come *esmi, essere, *eimi, andare, *edmi, mangiare, *bhāmi, parlare, *āmi, parlare; 2) trasformazione dello stativo in perfetto (e ridefinizione di tutto il sistema di coniugazione in termini di aspetto verbale, con l'opposizione presente-aoristo-perfetto, nel senso di durativo-momentaneo-resultativo);
3. embrionale sviluppo di forme di tempo futuro;
4. aggregazione sistematica al sistema verbale, di elementi nominali deverbali (participi e forse infinito);

La fase tarda dell'indoeuropeo comune sembra inoltre presentare alcune varianti diatopiche, come ad esempio la presenza dell'elemento *-m- al posto di *-bh- nelle forme dello strumentale, del dativo e dell'ablativo (le forme in -m- prevalgono poi nello slavo e nel germanico).
Fra l'ultima fase tardo-unitaria (5000 a.C.) e il distacco del ramo anatolico e forse della linea che porta al tocario (dopo il 4000 a.C.) si delineano, nell'area di lingua indoeuropea, una serie di fenomeni linguistici (varianti diatopiche) che preludono a caratteristiche delle famiglie storicamente attestate, senza che peraltro queste possano intendersi come già prefigurate nei loro tratti essenziali.

### Famiglia anatolica
4000 a.C. - Una tappa essenziale dell'espansione degli Indoeuropei è molto probabilmente collegata con la crisi della civiltà danubiana. Questa civiltà neolitica è caratterizzata dal culto della dea madre e da quella che a detta di molti studiosi (ma è un'ipotesi ancora discussa) potrebbe rivelarsi la più antica forma di scrittura nota (anteriore anche a quella cuneiforme dei Sumeri), il cosiddetto Danube script. La civiltà neolitica danubiana collassa e viene sostituita dalla civiltà kurganizzata di Cernavoda, la cui comparsa potrebbe essere collegata, almeno all'inizio, con l'infiltrazione e con l'invasione di quegli Indoeuropei che danno luogo alla famiglia anatolica, la più antica con caratteristiche proprie, di cui il membro più noto è l'Ittita (esistono analogie fra la cultura di Cernavoda e i più antichi strati archeologici nella zona intorno a Troia).
La famiglia anatolica si distacca e raggiunge molto per tempo (3500 a.C. in poi) l'area a ridosso del Mar di Marmara e si divide verosimilmente in due rami. Uno si colloca in Grecia, dando luogo alle fasi più antiche della Civiltà Elladica. Oggi gli studiosi riconoscono in Grecia, a partire dai nomi di località e da alcuni prestiti linguistici di sostrato del greco, fino a quattro substrati indoeuropei preellenici (ognuno con caratteristiche proprie (e forse attestanti addirittura sottofamiglie indoeuropee non anatoliche per il resto sconosciute). L'altro ramo raggiunge l'Anatolia e affiora sul palcoscenico della storia nel 2000 a.C. (ittita, palaico, luvio, lidio, frigio ne sono i principali rappresentanti fra l'età del bronzo e l'età del ferro). L'altra possibilità è che gli Ittiti siano penetrati in Anatolia dal Caucaso: se così fosse, il quadro qui tracciato andrebbe completamente rivisto. Un'argomentazione che potrebbe essere invocata a sostegno di una contiguità degli avi degli Ittiti con l'area caucasica è la presenza in ittita di casi (specialmente locativi, come il direttivo, non attestato universalmente per l'indoeuropeo) che sembrano costituiti da suffissi e posposizioni, più che da vere desinenze, il che fa pensare alla situazione di alcune lingue caucasiche. Tuttavia, data la contiguità dell'Ittita con antiche (presunte o effettive) lingue caucasiche in età storica, l'argomento linguistico in favore di una discesa in Anatolia dal Caucaso, indicata da un contatto fra lingue caucasiche e ittita in età preistorica, parrebbe debole. Caratteri linguistici dell'ittita e della famiglia anatolica in generale sono:
1. sul piano fonetico, una sorta di rotazione consonantica che somiglia, anche se molto alla lontana, a quella del germanico;
2. sul piano morfosintattico, una declinazione nominale a due generi (ma il Licio ne aveva tre, con il femminile, e lo stesso ittita mostra, nei nomi di persona di genere comune riferiti a donne - antroponimi femminili - relitti di femminile) e a nove casi (nominativo, accusativo, vocativo, genitivo, ablativo, locativo, dativo, direttivo, strumentale, più un affisso ergativo per i neutri) che diventano poi sette nell'ittita recente e nelle lingue anatoliche superstiti dell'età del ferro, e a due numeri (singolare e plurale, più dei nominativi e accusativi collettivi); la flessione verbale ha due coniugazioni una in -mi e una in -hi; il verbo ittita ha due tempi (presente e passato, che mostra relitti di desinenze di perfetto), due modi (indicativo e imperativo, tre se consideriamo il voluntativo, un imperativo delle prime persone, che potrebbe essere un relitto di altri modi cristallizzati come forme esortative), due forme, attiva e mediopassiva (con le caratteristiche desinenze in -r e relitti di desinenze di perfetto con valore di stativo).

### Substrati pre-ellenici
I sostrati indoeuropei preellenici ipotizzati per la Grecia invece hanno le caratteristiche più disparate. Alcuni nomi di località greche e alcuni nomi di piante e di oggetti in greco antico hanno caratteristiche terminazioni in -ssos e -nthos. La decifrazione dei testi ittiti permise di riconoscere l'origine anatolica di questi suffissi. Alcuni nomi di luogo instauravano perfette corrispondenze fra Grecia e mondo anatolico: ad es. Parnassòs = Parnasshash. Ne consegue che uno dei substrati del greco era certamente una lingua di famiglia anatolica. Data la frequenza a Creta di tali nomi (Knossos, Amnisos, Labyrinthos), Vladimir Ivanov Georgiev dedusse che forse la stessa lingua di Creta, nascosta sotto la Lineare A, potesse essere una lingua anatolica. Ulteriori studi furono condotti dallo stesso Georgiev su alcune parole del greco che potevano essere ricondotte all'indoeuropeo postulando mutamenti fonetici non presenti in altre famiglie.
I risultati di Georgiev furono particolarmente brillanti. Egli riuscì a ricondurre la parola pyrgos torre, prima di etimo incerto, alla radice indoeuropea *bhrgh elevato, postulando la presenza della dissimilazione delle consonanti aspirate in sillabe contigue - per cui da *bhrgh veniva *brgh; rotazione consonantica affine a quella dell'armeno per cui da *brgh viene fuori *prg; infine trasformazione della *r consonantica in ur, donde appunto purg-.
Fu così che Georgiev riuscì a spiegare 
- *tymbos (tomba), dalla radice *dhmbh (scavare, traforare, danneggiare), la stessa del greco taphos (tomba); riuscì a capire che, siccome dalla stessa radice di substrato veniva anche il verbo atembo, danneggiare, questa lingua di sostrato aveva l'apofonia;
- *tamia(s) domestica (dalla rad. indoeuropea *dom-, casa, viene fuori, in base ai mutamenti intuiti da Georgiev, *tam-); *pyndax fondo di stoviglia, da *bhundh, che in greco da *pythmen, fondo (e in latino fundus).

Si deve dunque senz'altro postulare la presenza, accanto al dialetto anatolico-egeo, di una serie di isoglosse nuove, che identificano una lingua (o forse un gruppo di dialetti indoeuropei pregreci) ignota, che Georgiev chiamò pelasgico e che permette di rivelare l'origine indoeuropea di molte parole prima considerate parte di un ipotetico sostrato mediterraneo. Il pelasgico ha le caratteristiche di una lingua satem (muta le velari in sibilanti, ad es. k > s). La scoperta del pelasgico dà un'idea di quanto complesso sia il problema di definire la vera origine delle famiglie indoeuropee note.
Un ulteriore approfondimento venne dall'affiorare di almeno un altro strato linguistico, che il suo scopritore, Weriand Merlingen, chiamò greco psi. Il greco psi ha, secondo Merlingen, una serie di mutamenti fonetici specifici: p, t, k si trasformano in ps (di qui il nome greco psi), s, ks; b, d, g, si mutano in ph, th, kh; bh, dh, gh, evolvono in b d g. Così si spiegherebbero parole come xanthos, chiaro, biondo (rad. *kad, come in Kastor - "il luminoso" - e in candidus), e oxys, acuto (rad. *ak); inoltre l'affinità fra il greco theòs (da altri però ricondotto a indoeur. *dhesos, spirito) e il latino deus, ma soprattutto duplicità di forme come ànthropos  e anèr, andròs.  Infine ancora prima di Georgiev, M. Budimir identificava in forme come sarmòs, caldo (da i. e. *ghwermòs) e sergòs, cervo (i.e. *kerwòs) la presenza di un altro substrato indoeuropeo pregreco, che egli definì pelastico. Ne consegue che l'avanzamento degli Indoeuropei nei Balcani dal 4000 a.C. in poi, avrebbe portato, come si è detto, alla presenza di ben cinque fasi di indoeuropeizzazione, di cui il greco (in età micenea) sarebbe solo l'ultima e la meglio attestata.

### Il Tocario
Parallelamente al distacco del ramo anatolico, si sarebbe avuta un'espansione indoeuropea in Asia centrale ed in Siberia (corrispondente alla cultura di Afanasevo?) che sarebbe all'origine del tocario. Anche il tocario sembra essere anomalo rispetto al resto delle lingue indoeuropee. Ha infatti dieci casi (nominativo, accusativo, vocativo, genitivo, ablativo, dativo, locativo, causativo, comitativo, perlativo), derivati dalla fusione delle desinenze con le posposizioni. I dieci casi del tocario sono nati per influsso di adstrato delle lingue uralo-altaiche. Il tocario ha in comune, con il latino e l'ittita, le desinenze mediopassive in -r, derivate forse dalla generalizzazione di una terza persona con valore stativo o impersonale; con il latino, condivide anche il congiuntivo in *-ā-. Il fatto che il tocario, una lingua indoeuropea orientale, sia una lingua kentum (non ha la palatalizzazione delle velari), ha indotto gli studiosi a ridimensionare fortemente il valore della distinzione satem-kentum come indicatore geografico.

### Satemizzazione
Le lingue Satem, in particolare delle parlate di famiglia indo-aria affini per certi versi all'avestico e al vedico, ma per altri versi dotate di peculiarità proprie (dittonghi ai au non ancora monottongati in ē ō), sono attestate in Medio Oriente dai nomi indo-arii di sovrani di dinastie effimere (barbariche) sovrappostesi per qualche tempo alle vecchie compagini statali semitiche della Mezzaluna Fertile, intorno al 2000 a.C.
Verosimilmente, la satemizzazione e la semplificazione vocalica tipica dell'indo-ario (e la diffusione degli indo-arii verso sud-est) è cominciata intorno al 3000. a.C. se non prima, se bisogna tener conto della testimonianza dei numerali a base dieci (dexan, tah-dexan, da un protoindoario *deksam, con e non ancora ricaduta in a e satemizzazione parziale, da k a ks -fra l'altro, la satemizzazione parziale attestata da queste forme ricorda fenomeni analoghi a quelli, attestati altrove, del cosiddetto greco psi) prestati ad alcune lingue non indoeuropee (uralo-altaiche). In contemporanea rispetto alla diffusione indo-aria verso sud-est, deve essersi attuata la diffusione dei parlanti dei dialetti protogreci verso i Balcani meridionali e la Grecia. Uno dei discendenti più arcaici del diasistema protogreco, il miceneo (con le sue ipotizzate varianti foniche "protodoriche", indicate dall'alternanza di forme verbali di terza persona plurale come i futuri dōsonsi - dōsonti), un dialetto che è dotato ancora di un caso strumentale differenziato e di un sistema di labiovelari, è presente in Grecia nel XVI secolo a.C. o poco prima. Il greco, a differenza dell'indo-ario, e in totale controtendenza rispetto al ramo anatolico e al tocario, mostra un forte sincretismo dei casi; per converso, la struttura verbale dei dialetti greci è fra le più conservative (più che altro concilia fenomeni conservativi, come il mantenersi dell'aumento, con fenomeni innovativi, come la creazione di un sistema di coniugazione verbale coerente, basato sulla radicalizzazione delle opposizioni aspettuali delineatesi nel tardo indoeuropeo comune);

### Trasgressione nord-occidentale
Dal 2000 a.C., da una trasgressione nord-occidentale della Urheimat sarmatica a metà strada fra il bassopiano germanico e i Carpazi, si gemma il gruppo di dialetti indoeuropei meno conservativi, che a più ondate fra l'età del bronzo tardo e la prima età del ferro, si riversa a ovest, dando luogo ai dialetti germanici, celtici e italici. Caratteristiche linguistiche di questi dialetti, tutti immuni dalla satemizzazione, sono: 
1. una complessa serie di mutamenti fonetici (rotazione consonantica e semplificazione vocalica nel germanico, riadattamenti parziali del consonantismo in celtico e italico, semplificazione prosodica, con la scomparsa del vecchio accento musicale e libero tritonale e la comparsa di un accento demarcativo dinamico sulla prima sillaba, tendenza, in germanico, all'isocronismo sillabico);
2. una pesante ristrutturazione del sistema dei casi (perdita di un numero di casi da uno a tre), legata a una evoluzione marcata dei costrutti preposizionali;
3. una ristrutturazione del sistema verbale, che parte in ogni caso da una radicalizzazione dell'opposizione perfetto-presente, con la perdita dell'aoristo. In particolare i due casi estremi sono rappresentati da germanico e lingue italiche: fondendo la radice *dhe, porre, con i temi verbali, il germanico crea il perfetto debole, conservando solo qualche relitto del vecchio perfetto forti apofonico; le lingue italiche perdono i vecchi tempi indoeuropei, ma poi li ricostruiscono, agglutinando i temi verbali con la radice *bhew, essere.

L'Europa, a partire dal 1000 a.C., si può considerare massicciamente indoeuropeizzata.
In ogni caso, quale che sia l'origine delle popolazioni indoeuropee, resta assodato che è esistito un antenato comune della famiglia linguistica indoeuropea, da cui sono derivate le antiche lingue italiche, elleniche, celtiche, iraniche, germaniche, indo-arie e dunque quasi tutte le moderne lingue europee, a parte il basco, le lingue ugrofinniche e le lingue caucasiche.